# Andreu Nin i Pérez

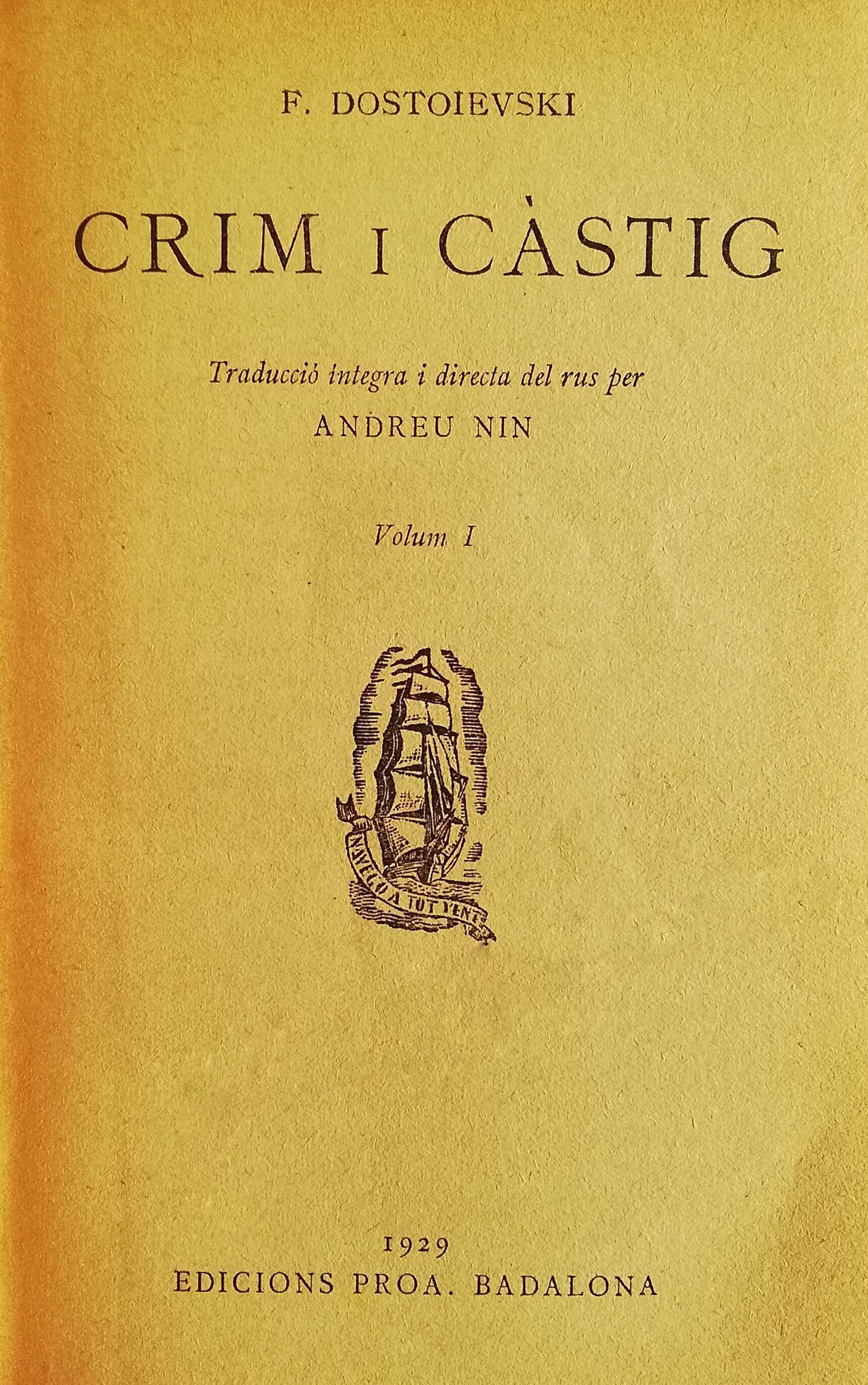
Andreu Nin va traduir, entre altres obres, Crim i Càstig de Dostoievski. Edició publicada a Badalona dins la col·lecció A tot vent l'any 1929

Andreu Nin i Pérez (el Vendrell, el Baix Penedès, 4 de febrer de 1892 - Madrid/Alcalá d'Henares?, 20 de juny de 1937) fou un destacat polític marxista revolucionari, molt crític amb l'estalinisme i traductor català. Va ser el pare de Maria Antònia Simó i Andreu.

## Inicis
Va néixer al Vendrell el 1892 en una família modesta, fill d'un sabater i una pagesa, anomenats Manuel Nin Cañis i Antònia Pérez i Poblet. Va aprendre esperanto el 1907 i, dos anys més tard, participava en la creació del grup esperantista Frateco, al Vendrell, on va fer classes de la llengua internacional. En aquests anys, va publicar diversos articles en defensa de l'esperanto en la premsa local. En traslladar-se a Barcelona va formar part del grup Barcelona Stelo.
Va estudiar magisteri elemental a l'institut de Tarragona i completà els estudis superiors a l'Escola Normal de Barcelona, on va obtenir el títol de mestre el 1911. Durant tres anys, exercí de mestre a l'Escola Horaciana de Barcelona, a l'Ateneu Enciclopèdic Popular i a l'Ateneu Obrer de la Barceloneta. El 1914, abandonà l'ensenyament per dedicar-se al periodisme en publicacions com el Poble Català i la Revista Pedagògica de l'Institut d'Estudis Catalans.
S'afilià a la Unió Federal Nacionalista Republicana (UFNR) i en fou membre actiu de les joventuts. Posteriorment (1913), s'allunyà del republicanisme federal i evolucionà a postures netament socialistes, passant a militar a la Federació del Partit Socialista Obrer Espanyol a Catalunya, amb interrupcions, a causa de la polèmica que les seves opinions catalanistes generaven en La Justicia Social (òrgan de la federació).
Des del final de 1914 fins a la darreria de 1917, treballà com a representant de comerç als Països Àrabs. També col·laborà en La Barricada.
L'any 1917 fou clau per a la seva vida. Fets com la vaga general de l'agost, la Revolució Russa o les lluites entre la patronal barcelonina i els sindicats, sobretot la CNT, de la qual va formar part, el van marcar profundament. Aquell any, torna a Barcelona i reingressà al Partit Socialista Obrer Espanyol i alhora s'afilià a la CNT.
Com a delegat al segon congrés de la CNT, advocà per l'ingrés de la Confederació a la Tercera Internacional, cosa que aconseguí. No obstant això, com a secretari del comitè nacional de la CNT i, tot i el suport de Joaquim Maurín i d'altres, veié com la CNT s'allunyava progressivament del «tercerisme» vers posicions anarquistes.

## Època a la Internacional Sindical Roja
Així, el juliol de 1921, com a delegat de la CNT a la Internacional Sindical Roja (ISR), es trobà que aquesta deixava la Internacional de Moscou per afiliar-se a la Internacional de Berlín.
Membre del Comitè Executiu de la ISR, s'encarregà de l'organització de l'oficina per l'Europa Central (1921-22), tasca que fou interrompuda per la demanda d'extradició de les autoritats espanyoles i la consegüent expulsió de part dels alemanys. Tornat a Moscou, continuà treballant al si de la ISR, i fou l'amfitrió de Francesc Macià en la seva visita a la Unió Soviètica.
Nin va arribar a ser un dels personatges clau de la Internacional Comunista i la Internacional Sindical Roja i visqué des del 1921 a Moscou, on va conèixer personatges com Lenin o Trotski, i hi va col·laborar.
El 1926 fou secretari general de la ISR, càrrec que combinà amb la participació en la plataforma de Trotski, Oposició Comunista. Quan aquest caigué l'estiu de 1928, Andreu Nin fou progressivament arraconat fins que el 1930 hagué de marxar a causa de la repressió contra els dissidents promoguda per Stalin.

## El retorn a Barcelona
Retornat a Barcelona, feu una important tasca en la difusió de les idees comunistes, remarcant la importància de la lluita sindical i del dret a l'autodeterminació dels pobles. A més, davant l'ascens del feixisme, fou dels primers a veure'l com una amenaça que anava més enllà del reaccionarisme dels règims militars. Aquesta divulgació, la fa en part mitjançant les seves obres: Les dictadures dels nostres dies (1930), El proletariado español ante la revolución (El proletariat espanyol davant la revolució) (1931), i "Els moviments d'emancipació nacional".
Nin col·laborà amb el Bloc Obrer i Camperol (BOC), tot i mantenir la militància a l'Oposició Comunista Espanyola, que a partir de 1932 adoptà el nom d'Esquerra Comunista. Allunyat progressivament de Trotski, va trencar-hi definitivament el 1934 després dels fets d'octubre del 1934.

## Etapa al POUM
Al llarg de l'any 1935, participà en les converses per bastir un partit socialista unificat, que culminaren amb la fundació del Partit Obrer d'Unificació Marxista (POUM), d'inspiració comunista no estalinista, fruit de la fusió entre Esquerra Comunista i el Bloc Obrer i Camperol (BOC), que va tenir lloc el 29 de setembre de 1935, i del qual, al començament de la Guerra Civil espanyola, esdevingué secretari polític.
Convertit en secretari general, també fou responsable de la Federació Obrera d'Unitat Sindical i de la revista La Nueva Era.
L'esclat de la Guerra Civil el 1936 provocà la formació d'un govern d'unitat al Principat. Nin fou membre del Consell d'Economia i conseller de Justícia i Dret (9-12-1936). Des d'aquest càrrec, impulsà la creació dels Tribunals Populars de Justícia.
Políticament, el POUM es trobava enfrontat al partit comunista oficial (PCE-PSUC) i, de retruc, als òrgans governamentals (en mans de socialistes i republicans). Així, cercà un acostament a la CNT-FAI, que tampoc es va poder plasmar arran de l'actitud dels anarquistes.
Després dels fets de maig del 1937, en què s'enfrontaren violentament membres de la CNT-FAI i el POUM per una banda i dels partits del govern de la Generalitat (UGT, PSUC i ERC) per l'altra, s'inicià una persecució del POUM que portà a la il·legalització del partit i a la detenció de gran nombre del seus membres. Dins d'aquest context, Andreu Nin va ser detingut el dia 16 de juny de 1937 davant de la seu del partit a la Rambla de Barcelona. La seva detenció, això no obstant, no fou pública fins al 22 de juny. Nin va desaparèixer durant el seu trasllat a València i fou conduït a la presó d'Alcalà d'Henares. Allí, sense registrar-ne l'entrada, va ser torturat i assassinat per agents de la policia soviètica, a les ordres del cònsol general de la Unió Soviètica a Barcelona i enllaç de l'NKVD amb el Ministeri de l'Interior, el general Aleksandr Orlov, en l'operació Nikolai. Les circumstàncies exactes de la seva mort no han estat mai aclarides.

## Obres
Més enllà de la seva trajectòria política, se li reconeix el fet d'haver estat un excel·lent traductor directe al català de les grans obres de la literatura russa (Fiódor Dostoievski, Lev Tolstoi…). A més, va traduir al castellà diverses obres polítiques i va escriure les obres següents:
- Les anarchistes et le mouvement syndical (Els anarquistes i el moviment sindical) (1924): analitza el pes de l'anarquisme en el sindicalisme europeu, que es feia especialment viu en el cas de les terres catalanes.
- Les dictadures dels nostres dies (1930).
- El proletariado español ante la revolución (1931).
- “Els moviments d'emancipació nacional” (1935): promou el dret a l'autodeterminació dels pobles.

### Traduccions del rus

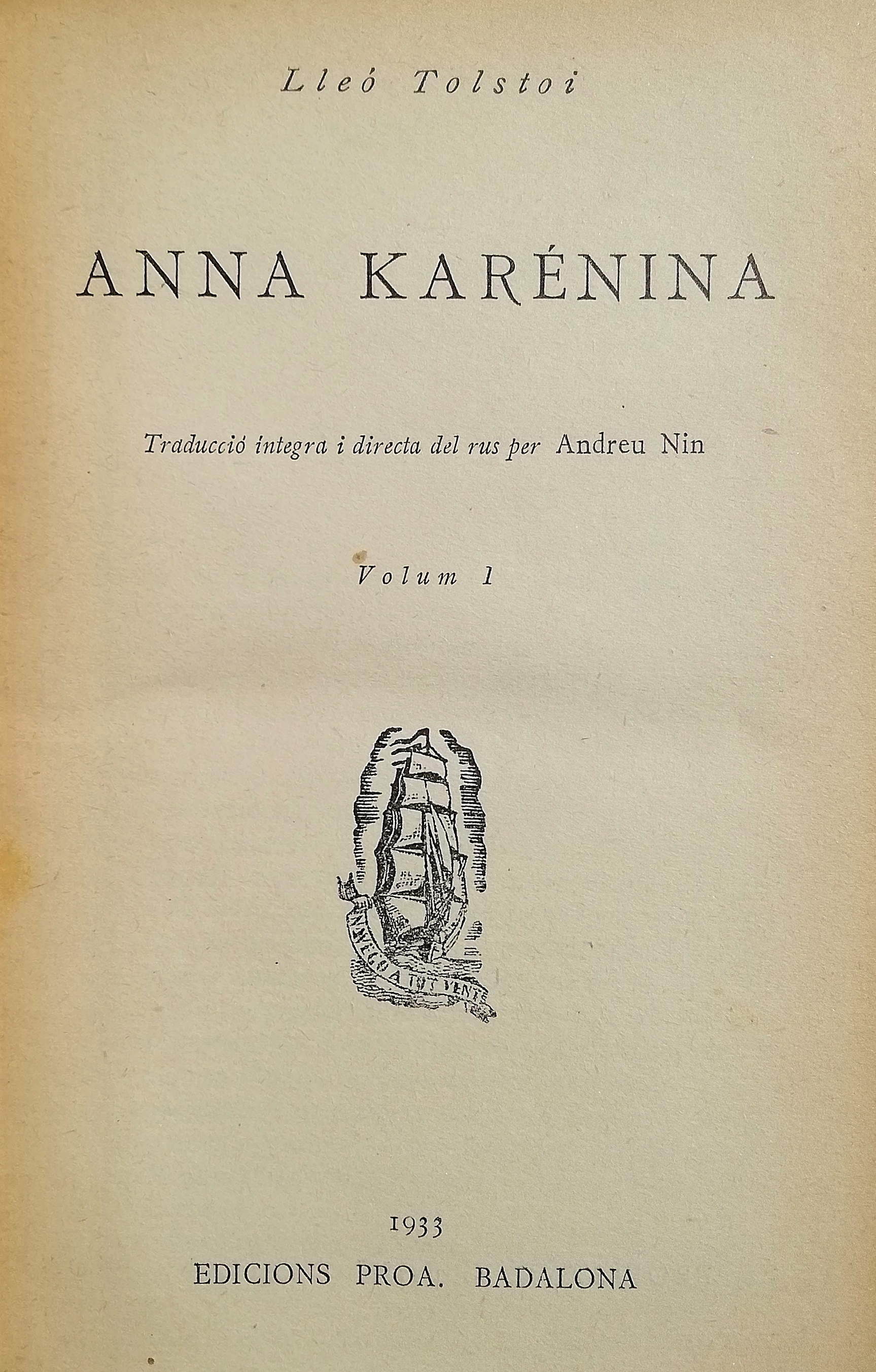
Anna Karènina de Tolstoi, traduïda al català per Andreu Nin. Edició publicada a Badalona per la col·lecció A tot vent l'any 1933

- Anna Karènina de Tolstoi, traduïda al català per Andreu Nin. Edició publicada a Badalona per la col·lecció A tot vent l'any 19331929 : Crim i càstig de Fiódor Dostoievski
- 1929 : Historia de la cultura rusa de Mikhaïl Pokrovski
- 1929 : Mis peripecias en España de Lev Trotski
- 1931 : Stepàntxikovo i els seus habitants de Fiódor Dostoievski
- 1931 : Cartas íntimas de Lenin
- 1931 : El Volga desemboca al mar Caspi de Borís Pilniak
- 1931 : La revolución rusa de Mikhaïl Pokrovski
- 1931 : Historia de la revolución rusa (La revolución de febrero). de Lev Trotski
- 1932 : La literatura rusa de la época revolucionaria de Viatxeslav Polonski
- 1932 : Historia de la revolución rusa (La revolución de octubre) de Lev Trotski
- 1932 : La vida sexual de la juventud contemporánea de I. Helman
- 1935 : La primera noia: història romàntica de Nikolai Bogdànov
- 1935 : Què ha passat? de Lev Trotski
- 1935 : Bakunin de Viatxeslav Polonski
- 1935 : Anna Karènina de Lev Tolstoi
- 1936 : Una cacera dramàtica. d'Anton Txékhov
- 1936 : Prou compassió! de Mikhaïl Zósxenko
- 1974 : Infància, adolescència i joventut de Lev Tolstoi
- 1976 : La revolución permanente de Lev Trotski
- 1982 : L'Estepa i altres narracions d'Anton Txékhov

### Traduccions del francès
- 1935 : L'insurgent de Jules Vallès.